# Hennie Stamsnijder
Johannes Hennie Stamsnijder (Enter, Wierden, Overijssel, 21 de juliol de 1954) és un ciclista neerlandès, que fou professional entre 1980 i 1990. Combinà el ciclisme en ruta amb el ciclocròs, però va ser en aquesta segona especialitat en la qual aconseguí els principals èxits esportius, destacant el campionat del món de ciclocròs de 1981. És pare del també ciclista Tom Stamsnijder.

## Palmarès

### Palmarès en ciclocròs
- 1981
  -  Campió del món de ciclocròs
  -  Campió dels Països Baixos de ciclocròs
- 1982
  -  Campió dels Països Baixos de ciclocròs
- 1983
  -  Campió dels Països Baixos de ciclocròs
  - 1r al Superprestige
- 1984
  -  Campió dels Països Baixos de ciclocròs
  - 1r al Superprestige
- 1985
  -  Campió dels Països Baixos de ciclocròs
- 1987
  -  Campió dels Països Baixos de ciclocròs
  - 1r al Superprestige
- 1988
  -  Campió dels Països Baixos de ciclocròs
- 1989
  - 1r al Superprestige

### Palmarès en ruta
- 1979
  -  Campió dels Països Baixos amateur.

#### Resultats al Tour de França
- 1980. Abandona
- 1981. 80è de la classificació general